# Lara Fabian
Lara Fabian (Etterbeek, 9. siječnja 1970.) je belgijsko-talijanska pjevačica. Prodala je preko 32 milijuna albuma te je najprodavanija belgijska pjevačica svih vremena. Pjeva na francuskom, talijanskom, španjolskom, portugalskom, turskom, hebrejskom, ruskom, njemačkom i engleskom jeziku. Vokalni raspon njezina lirskog soprana u izvedbama uživo seže kroz tri oktave (c1 – gis3). Do osme godine je živjela na Siciliji. Otac joj je flamanski Belgijac, a majka Talijanka. Od 1996. uz belgijsku ima i kanadsku putovnicu.

## Diskografija

### Albumi
- 1991. Lara Fabian (na francuskom jeziku)
- 1994. Carpe Diem
- 1996. Pure
- 1998. Lara Fabian Live
- 1999. Lara Fabian (na engleskom jeziku)
- 2001. Nue
- 2002. Live 2002
- 2003. En toute intimité
- 2004. A Wonderful Life
- 2005. 9
- 2006. Un regard 9 - Live
- 2009. Toutes les femmes en moi
- 2009. Every Woman In Me
- 2010. Mademoiselle Zhivago
- 2010. Best Of
- 2013. Le secret
- 2015. Essential
- 2015. Ma vie dans la tienne

## Vanjske poveznice
- Službena stranica (fr.)(engl.)(tal.)